# Positivismusstreit
La Positivismusstreit ou "Querelle du positivisme" est un débat théorique allemand qui a opposé l'École de Francfort au rationalisme critique de Karl Popper de 1961 à 1969. Initialement centré sur la méthodologie des sciences sociales, le débat a progressivement débordé sur des questions philosophiques fondamentales.

## Contexte initial (1961-1963)
La Positivismusstreit apparaît en 1961, dans le cadre d'une conférence de la Société allemande de sociologie. Organisée à Tübingen du 19 au 21 octobre la conférence présente un exposé de Karl Popper, La Logique des sciences sociales, suivi d'un contre-exposé critique de Theodor W. Adorno Sur la Logique des sciences sociales.
Popper et Adorno conviennent également que l'homme de science ne saurait se départir de jugements de valeurs a priori. Toutefois, ils ne s'accordent pas sur les fins du travail scientifique. Pour Popper, il n'existe que des cas particuliers : de fait, aucune théorie scientifique ne saurait émettre une prétention universelle. Tout ce qu'elle peut faire, c'est préciser les conditions de son invalidité. À ce rationalisme critique, Adorno objecte le concept de « Totalité ». Pour l'École de Francfort, l'on peut concevoir la société comme un système organisé et structuré, où chaque instance (famille, médias…) se voit assigner un rôle précis. De fait, la société ne peut être appréhendée que sous l'angle d'une totalité. Le sociologue est investi de fait d'une visée politique et critique : en démontant les rouages de la société, il dévoile la nature purement conventionnelle de l'organisation sociale, et prépare ainsi le terrain d'une réorganisation future.